# Diego Marconi
Pour les articles homonymes, voir Marconi.
Diego Marconi, né le 10 juin 1947 à Turin (Italie), est un philosophe italien.

## Biographie
Professeur titulaire de philosophie du langage à l'université de Turin, il a étudié auprès de Luigi Pareyson à Turin et de Nicholas Rescher, Wilfrid Sellars et Rich Tommason à Pittsburgh, où il a écrit sa thèse de doctorat sur Hegel. Connu pour ses contributions sur la pensée de Wittgenstein, notamment sa thèse de laurea, il a été l'un des premiers en Italie à promouvoir la collaboration des philosophes avec des informaticiens et des scientifiques cognitifs. On peut voir les résultats de cette collaboration dans certains de ses travaux comme Lexical Competence (1997) ou Filosofia e scienza cognitiva (2000). Par ailleurs, il a dirigé avec Maurizio Ferraris la rédaction de la seconde édition de l'Enciclopedia Garzanti di Filosofia (1993) et a été président de la Société italienne de philosophie analytique (SIFA) et membre fondateur de la Société européenne de philosophie analytique (ESAP).

## Publications

### Essais
- (it) Il mito del linguaggio scientifico : Studio su Wittgenstein, Milan, Mursia (it), coll. « Biblioteca di Filosofia » (no 3), 18 septembre 1971, 164 p. (ISBN 9788842592754)
- (it) Dizionari e enciclopedie, Turin, Giappichelli (it), 1986, 2e éd. (1re éd. 1982), 182 p.
- (it) L'eredità di Wittgenstein, Rome-Bari, Laterza, coll. « Biblioteca di cultura moderna » (no 953), 19 juin 1987, 171 p. (ISBN 978-88-420-2921-2, OCLC 230925503)
- (en) Lexical Competence, Cambridge, MIT Press, coll. « Language, Speech, and Communication », 3 avril 1997, 206 p. (ISBN 978-0-262-13333-3)
- La philosophie du langage au XXe siècle  (trad. de l'italien par Michel Valensi), Paris, l'éclat, coll. « Tiré à part », 10 octobre 1997, 144 p. (ISBN 978-2-84162-023-4)
- (it) La filosofia del linguaggio : Da Frege ai giorni nostri, Turin, UTET (it), 1er avril 1999, 140 p. (ISBN 9788877505545, OCLC 801195871)
- (it) Filosofia e scienza cognitiva, Rome-Bari, Laterza, coll. « Biblioteca Essenziale Laterza » (no 41), 8 juin 2001, 167 p. (ISBN 978-88-420-6344-5, OCLC 636246657)
- (it) Per la verità : Relativismo e filosofia, Turin, Einaudi, coll. « ET Saggi » (no 1476), 25 septembre 2007, 172 p. (ISBN 978-88-06-19007-1, OCLC 470989987)
- (it) avec Roberto Vignolo, Verità Menzogna, Trente, Il Margine, coll. « Cattedra del confronto », 1er mars 2014, 64 p. (ISBN 978-8860891457)Texte tiré d'une conférence organisée à la salle de la coopération de Trente le 12 avril 2013
- (it) Il mestiere di pensare : La filosofia nell'epoca del professionismo, Turin, Einaudi, coll. « Vele » (no 18), 4 mars 2014, 160 p. (ISBN 978-88-06-21637-5, OCLC 918618132)

### Directions de publication
- (it) La formalizzazione della dialettica : Hegel, Marx e la logica contemporanea, Turin, rosenberg & sellier, coll. « Materiali », 1979, 474 p. (ISBN 9788870110883, OCLC 492113698)
- (it) Guida a Wittgenstein : Il «Tractatus», dal «Tractatus» alle «Ricerche», Matematica, Regole e Linguaggio privato, Psicologia, Certezza, Forme di vita, Rome-Bari, Laterza, coll. « Guide ai filosofi », 8 août 1997, 404 p. (ISBN 978-88-420-5311-8, OCLC 469987939)
- (it) Filosofia analitica 1996-1998 : Prospettive teoriche e revisioni storiografiche, Milan, Guerini studio, 1er septembre 1998, 450 p. (ISBN 978-8878029422, OCLC 470322324)
- (en) Knowledge and Meaning : Topics in Analytic Philosophy, Verceil, Edizioni Mercurio, coll. « Studi Umanistici », 2000, 253 p. (ISBN 9788886960199, OCLC 469589703)